# Brurholmen

Brurholmen är en ö i Tanums kommuns norra skärgård, Bohuslän, Västra Götalands län. Ön ligger mellan ön Ejgdeholmen och fastlandet vid Raftötången och mitt i farleden mellan Resö och Havstenssund.
Brurholmen har aldrig varit bebodd. Ön är en nästan helt cirkelformad ö, omkring 100 m i diameter, knappt 15 m hög.

## Etymologi
Det är oklart varifrån ön har fått sitt namn. Men förledet brur kan vara det dialektala ordet för brud. Det finns en folklig tradition kring denna koppling som berättas av Pehr Kalm.

## Pehr Kalm om Brurholmen
| ”                                                                                             | D. 30. juli Resan skedde om morgonen från Lindö till Tanum. Brudholmen steg jag uppå att se efter vad örter där funnos. Denne holmen berättades fått sitt namn av följande händelse: vid pass för 100 år skall en karl gift sig på Kalveskär (Kalvö) som ligger en halv mil söder om Lindö, och då han som bäst hållit bröllop, har bruden kommit bort så att ingen vetat vart hon tagit vägen, vilket skall hava skett på det sätt att en annan karl, som haft stor kärlek för henne och hon tillbaka för honom, har om bröllopsafton kommit och tagit henne oförmärkt bort med sig, begivit sig med sin båt till denne holmen, och sedan han där sänkt ned densamma, har han med bruden gömt sig på holmen. Folket i bröllopsgården saknade strax bruden, rodde därföre allestäds omkring och sökte vart hon tagit vägen, gissade att denne mannen rövat henne bort. Då de kommo till denne holmen, rodde de omkring honom, och som de ingen båt sågo rodde de sin väg därifrån. Strax därpå kom ett skepp seglandes, på vilket karlen med sin rövade brud fick stiga och reste med henne till Norge. | „ |
| – Kalm, Pehr; Pehr Kalms Wästgötska och Bohuslänska Resa (Resan genomförd 1742, utgiven 1746) | |   |